# Jimalálud
Jimalálud es un municipio de Cuarta Clase de la provincia en Negros Oriental, Filipinas.
Jimalálud es un municipio de Cuarta Clase en la provincia de Negros Oriental en Filipinas. De acuerdo con el censo del 2000, tiene una población de 26.756 en 5.144 hogares.

## Barangayes
Jimalálud está administrativamente subdividido a 28 barangayes.
| - Aglahug - Agutayon - Apanangon - Bae - Bala-as - Bangcal - Banog - Buto - Cabang - Camandayon - Cangharay - Canlahao - Dayoyo - Eli | - Lacaon - Mahanlud - Malabago - Mambaid - Mongpong - Owacan - Pacuan - Panglaya-an - North Población - South Población - Polopantao - Sampiniton - Talamban - Tamao |